# 2019-es magyar vívóbajnokság
A 2019-es magyar vívóbajnokság a száztizennegyedik magyar bajnokság volt. A bajnokságot december 20. és 21. között rendezték meg Budapesten, a Gerevich Aladár Nemzeti Sportcsarnokban.

## Eredmények
| Versenyszám          | Arany                    | Arany | Ezüst                           | Ezüst | Bronz                                                     | Bronz |
| -------------------- | ------------------------ | ----- | ------------------------------- | ----- | --------------------------------------------------------- | ----- |
| Férfi tőrvívás       | Dósa Dániel Törekvés SE  |       | Maior Mátyás Törekvés SE        |       | Balogh Boldizsár Újpesti TEMészáros Tamás Újpesti TE      |       |
| Férfi párbajtőrvívás | Somfai Péter Bp. Honvéd  |       | Siklósi Gergely Bp. Honvéd      |       | Bányai Zsombor Vasas SCBerta Dániel Bp. Honvéd            |       |
| Férfi kardvívás      | Szilágyi Áron Vasas SC   |       | Decsi Tamás Kertvárosi VSE      |       | Kossuth Bálint Újpesti TERabb Krisztián Vasas SC          |       |
| Női tőrvívás         | Kreiss Fanni Újpesti TE  |       | Mohamed Aida Újpesti TE         |       | Kondricz Kata Bp. HonvédPásztor Flóra Törekvés SE         |       |
| Női párbajtőrvívás   | Muhari Eszter Bp. Honvéd |       | Nagy Kinga Diósgyőri VE         |       | Kun Anna OMS-Tata VSEMihály Kata Békessy Béla VK Debrecen |       |
| Női kardvívás        | Márton Anna MTK          |       | Záhonyi Petra Kárpáti Rudolf VK |       | László Luca Újpesti TEPusztai Liza BVSC                   |       |